# Улица Расточье
У́лица Расто́чье, у́лица Розто́че, у́лица Росто́чье (укр. Вулиця Розточчя) — улица в Шевченковском районе Львова, местность Старые Збоища. Имеет довольно запутанную трассу: от Мурованой улицы до Загорной улицы, затем, примерно в 45 метрах западнее, второй отрезок улицы снова отходит от Загорной и направляется к улице Щурата.

## История и застройка
Улица возникла в составе поселка Збоища под названием Комсомольская. В 1962 году переименована в Педагогическую. В 1993 году получила современное название, в честь холмистой гряды Расточье. 
Застройка улицы состоит преимущественно из одно- и двухэтажных частных усадеб. Сохранилось несколько усадеб первой половины XX века (дома №122, №124, №150, №158). Среди усадеб выделяется дом №110, на котором частично сохранилось популярное в 1960-х-1970-х годах украшение национальным орнаментом, зеркальными вставками и картинами в круглых рамках на фольклорные сюжеты.